# Jeff Panacloc et Jean-Marc : Partent en vadrouille
Jeff Panacloc et Jean Marc : Partent en vadrouille est le second album de bande dessinée de la série Jeff Panacloc et Jean-Marc, publié en 21 novembre 2018, scénarisé par Jeff Panacloc et Koa, dessiné par N. Flantier et mise en couleur par Mista Blatte.

## Histoire
Jeff Panacloc et Jean-Marc : Partent en vadrouille est paru aux Éditions Jungle le 21 novembre 2018.
Il s'agit de la seconde Bande dessinée consacrée à l'univers de Jeff Panacloc.Il fait suite au premier volume Jeff Panacloc et Jean Marc : Les Voyageurs du temps paru quelques mois plus tôt.

## Résumé
Pour ce deuxième tome de la série Jeff Panacloc et Jean-Marc, les deux acolytes partent en voyage autour du monde.
Du Japon au Brésil en passant par Buckingham (Royaume-Uni), Broadway ou encore sur la lune.
Sur le même concept que l'album précédent, il s'agit d'un enchaînement de petites scènes loufoques et improbables qui mettent en action le ventriloque et son célèbre personnage.

## Personnages principaux
- Jeff Panacloc, lui-même,
- Jean-Marc, singe meilleur ami de Jeff.